# Claudia López Hernández
Claudia López Hernández   (Bogotà, 9 de març de 1970) és una política colombiana. Fou senadora de la República de Colòmbia i candidata vicepresidencial en les eleccions de 2018 pel partit d'Aliança Verda. El 2014, va ser elegida senadora amb 81.125 vots com a candidata pel partit de l'Aliança Verda. El 2019 va guanyar les eleccions locals a Bogotà, tot convertint-se en la primera alcaldessa i primera homosexual en una capital de l'Amèrica Llatina.

## Biografia

### Primers anys
És la filla gran de Reyes Elías López Ruizes i de María del Carmen Hernández, que van tenir sis fills. Va acabar primària en una escola pública d'Engativá i batxillerat en el Col·legi Rosario de Funza. Va estudiar alguns semestres de la llicenciatura en biologia a la Universitat Distrital Francisco José de Caldas, i després es va graduar en Finances, Govern i Relacions Internacionals per la Universitat Externat de Colòmbia. Té un màster en Administració Pública i Política Urbana per la Universitat de Colúmbia de Nova York, i un doctorat en Ciència Política per la Universitat Northwestern de Chicago, amb una beca Fulbright.

### Vida pública
La seva aparició en la vida pública està lligada al moviment estudiantil de la Séptima papeleta que, entre 1989 i 1990, va impulsar l'Assemblea Constituent de Colòmbia de 1991. Va ser secretària d'Acció comunal de Bogotà i alcaldessa encarregada de Santa Fe de Bogotà durant la primera alcaldia d'Enrique Peñalosa.
Com a investigadora en la comunitat LGBTI i la Missió d'Observació Electoral, va destacar pels seus treballs sobre les votacions atípiques. Aquest va ser el seu punt de partida per destapar l'escàndol de la parapolítica el 2006. Les seves investigacions han aclarit condemnes sobre més de 40 representants públics per nexes amb paramilitars; continua generant controvèrsia per les seves opinions crítiques al govern de l'expresident i ara senador investigat Álvaro Uribe i els seus aliats polítics.

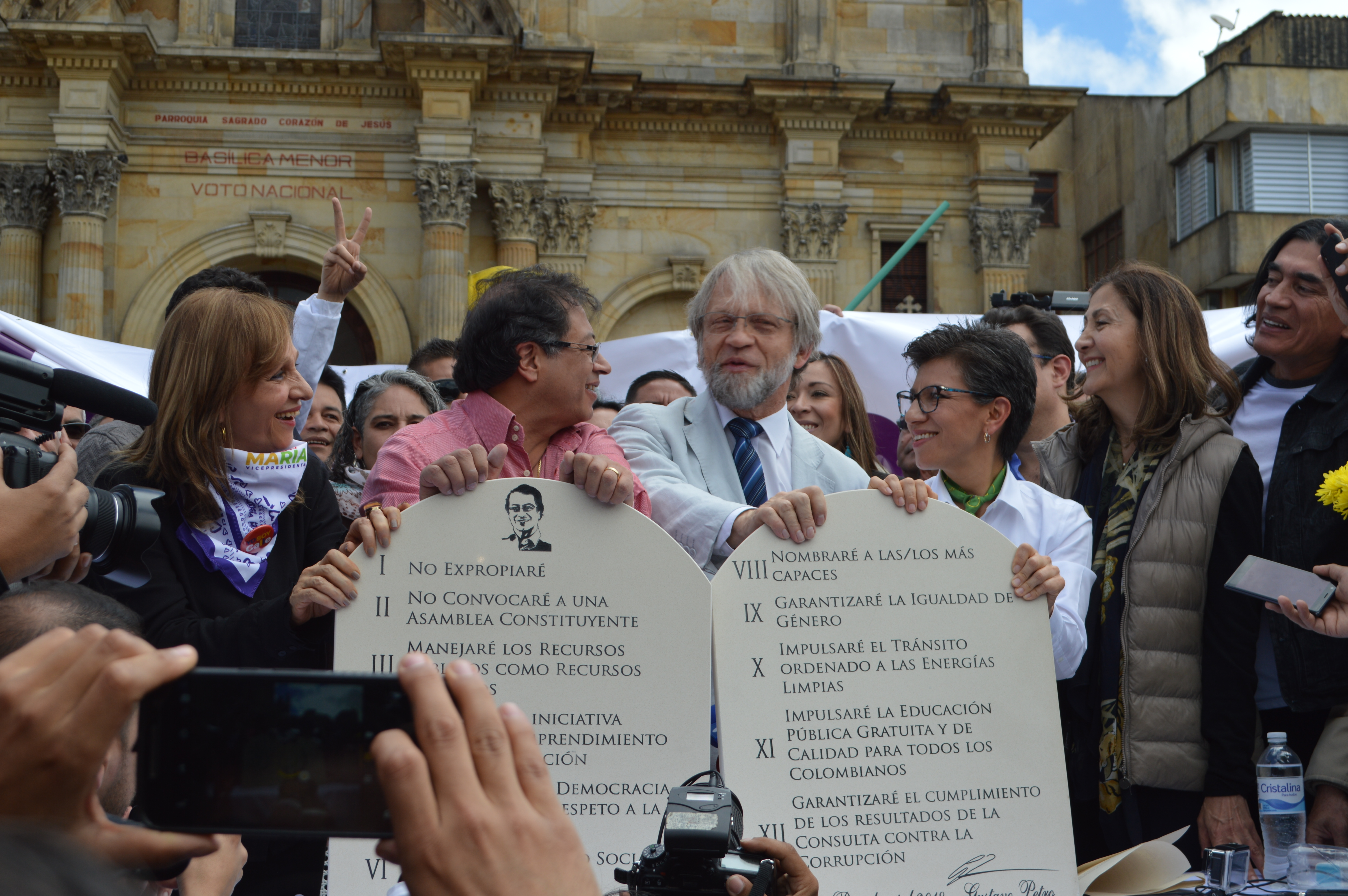
Antanas Mockus i López l'any 2018 anunciant que votarien per Gustavo Petro per a la segona volta presidencial.

El 2008, la Contraloría va decretar la nul·litat d'un procés que li havia obert el 2006 per un presumpte detriment patrimonial. Un any abans, la Cort Constitucional de Colòmbia havia dictaminat a favor seu per «vulneració del degut procés i dret de defensa per indeguda notificació».
En un incident l'octubre de 2009 que va causar controvèrsia sobre la llibertat d'expressió i de premsa a Colòmbia, López va ser destituïda públicament del diari El Tiempo després de publicar una columna en què criticava com el diari havia cobert la informació relacionada amb l'escàndol d'Agro Ingreso Seguro. Segons López, el diari pertanyent a la família Santos, antics propietaris i ara accionista del diari, hauria intentat afavorir la candidatura de l'exministre i expresident Juan Manuel Santos. A més, López es va referir a l'interès del diari per aspirar a l'anomenat tercer canal de televisió privada al país. El Tiempo, dirigit per Roberto Pombo, va publicar la columna, amb una nota adjunta on s'assegurava que l'opinió de López s'interpretava com una carta de renúncia, que va ser acceptada immediatament. Alhora, qualificava les afirmacions de «falses, malintencionades i calumnioses».
El 2011 es va resoldre un procés penal a favor seu després que l'expresident Ernesto Samper la denunciés per injúries i calúmnies per vincular-lo amb la màfia en una columna de El Tiempo 
L'any 2013 el governador d'Antioquia Luis Alfredo Ramos la va denunciar per acusar-lo d'haver aconseguit vots amb ajuda de grups paramilitars. «Ramos podria haver triat fer-ho sense el suport dels paramilitars i va escollir no fer-ho», va afirmar Claudia López al diari digital Semana. Les sospites es van confirmar el 28 de agost de 2013 amb l'emissió d'ordre de captura contra l'exgovernador per nexes amb aquests grups. La Cort Suprema de Justícia el va deixar en llibertat per no trobar proves suficients i ser víctima d'una suposada xarxa de falsos testimonis.
L'any 2014, va arribar al Senat amb 81.125 vots com a candidata del partit Aliança Verda. El mateix any un advocat va demandar la seva investidura com a senadora per tenir una relació amb la representant a la Cambra Angélica Lozano, ja que la llei prohibeix que siguin congressistes per un mateix partit polític dues persones que tinguin una unió marital de fet. Elles han sostingut que aquesta prohibició no els concerneix atès que mantenien un festeig i no una unió marital de fet. El Consell d'Estat va rebutjar la demanda en contra de Claudia López i la seva parella i va mantenir la investidura d'ambdues.
El 27 de desembre de 2016, va anunciar la seva candidatura a les eleccions presidencials de 2018, i va ser la primera precandidata del partit Aliança Verda. El mateix any, formant part de la Coalició Colòmbia, integrada pel Pol Democràtic, Compromís Ciutadà i l'Aliança Verda, fou la vicepresidenta de Sergio Fajardo i va aconseguir el tercer lloc en la primera volta. A la segona volta va donar suport a Gustavo Petro. L'any 2018, per frenar la corrupció política, va promoure una consulta nacional que va estar a punt de ser aprovada.
El 2019 es va casar amb l'actual senadora Angélica Lozano.

### Alcaldia de Bogotà
El 27 d'octubre de 2019 va guanyar les eleccions locals a l'alcaldia de Bogotà amb 1.108.541 vots. D'aquesta manera, es va convertir en la primera dona que arriba a l'alcaldia per les urnes i la primera alcaldessa obertament homosexual d'una capital d'Amèrica.
La gestió de López ha estat marcada per l'epidèmia de la COVID-19 a Colòmbia i una contínua oposició al govern nacional del president Iván Duque. Dins de les seves mesures es destaca el ràpid simulacre d'aïllament preventiu, la transformació de Corferias en un centre hospitalari i el tancament de l'aeroport El Dorado.
En el marc del Fòrum Urbà Mundial se li va atorgar el reconeixement Distinguished Alumni Award de la IHS Alumni International Urban Professional and Youth Awards. És una iniciativa bianual de la xarxa d'exalumnes internacionals de l'Institute for Housing and Development Studies de la Universitat Erasme de Rotterdam que vol identificar, reconèixer i premiar individus o institucions del món que contribueixen a la gestió urbana i el desenvolupament, per mitjà d'iniciatives excepcionals i pràctiques noves.

## 100 Dones de la BBC
Claudia López Hernández va ser nominada al premi de les 100 dones de la BBC aquest any 2020.

## Escrits
Ha estat columnista del portal La Silla Vacía, el diari El Tiempo i la revista Semana. Les seves investigacions sobre la parapolítica van ser publicats en els llibres col·lectius Parapolítica: la ruta de la expansión paramilitar y los acuerdos políticos (publicat l'any 2007) i Y refundaron la patria: de cómo mafiosos y políticos reconfiguraron el Estado colombiano (publicat l'any 2012). A mitjans de l'any 2016, va presentar la seva visió sobre com finalitzar el conflicte armat amb les Farc a ¡Adiós a las Farc! ¿Y ahora qué?.